# Scott Peters
Scott Peters es un director, productor y guionista de televisión canadiense, conocido por ser el cocreador de la serie de ciencia ficción Los 4400.

## Filmografía
- Are You Afraid of the Dark? (1992), director y guionista.
- The Outer Limits (1999 - 2000), director, productor y guionista.
- Tracker (2 episodios, 2001 - 2002), guionista.
- Alien Tracker (2003), guionista.
- Don: Plain & Tall (2003), director, productor y guionista.
- Los 4400 (2004 – 2007), creador, director y guionista.
- V (2009 - 2010), guionista y productor ejecutivo.